# رایان جانسون (بازیکن فوتبال، زاده ۱۹۹۶)
رایان جانسون (انگلیسی: Ryan Johnson؛ زادهٔ ۲ اکتبر ۱۹۹۶) بازیکن فوتبال اهل بریتانیا است.
از باشگاه‌هایی که در آن بازی کرده‌است می‌توان به باشگاه فوتبال استیونج اشاره کرد.
وی همچنین در تیم ملی فوتبال زیر ۲۱ سال ایرلند شمالی بازی کرده‌است.